# FN:s säkerhetsråds resolution 1325
FN:s säkerhetsråds resolution 1325 om kvinnor, fred och säkerhet antogs enhälligt 31 oktober 2000. Det var första gången som medlemsstaterna agerade för att inlemma ett genusperspektiv i alla delar av fredsarbetet. Resolutionen antogs då civila i modern tid blivit allt mer utsatta i väpnade konflikter och kvinnor ofta har uteslutits från fredsprocesser. Resolutionen kan sägas vara byggt kring fyra ledord; delaktighet, säkerhet, förebyggande samt återbyggnad.

## Innehåll i urval
I resolutionen uttrycker säkerhetsrådet sin oro över att civilbefolkningen, särskilt kvinnor och barn, utgör det stora flertalet av dem som är mest utsatta vid väpnade konflikter. De bekräftar den viktiga roll som kvinnor spelar i fråga om konfliktförebyggande, konfliktlösning och fredsuppbyggande samt betonar betydelsen av deras lika deltagande och fulla medverkan i alla strävanden att bevara och främja fred och säkerhet. Man bekräftar även behovet av att till fullo tillämpa internationell lagstiftning om humanitära och mänskliga rättigheter som värnar kvinnors och flickors rättigheter under och efter konflikter. Säkerhetsrådet menar också att det är ytterst angeläget att inkorporera jämställdhetsperspektiv i alla fredsbevarande insatser.
Vidare uppmanar säkerhetsrådet FN:s generalsekreterare att se till att kvinnor i ökad utsträckning deltar på alla beslutsnivåer i nationella, regionala och internationella institutioner och mekanismer för förebyggande, hantering och lösning av konflikter. Man uppmanar även generalsekreteraren att utveckla kvinnornas roll och bidrag till Förenta nationernas insatser på fältet, särskilt som militära observatörer, civil polis samt experter i fråga om mänskliga rättigheter och humanitära insatser. Man uppmanar även medlemsstaterna att öka sitt frivilliga ekonomiska, tekniska och logistiska stöd för genusanpassad utbildning.
Vidare uppmanas alla berörda att när de förhandlar och genomför fredsavtal, anta ett jämställdhetsperspektiv som bland annat beaktar dels kvinnors och flickors särskilda behov vid repatriering och återflyttning för rehabilitering, återanpassning och återuppbyggande efter konflikt, dels åtgärder för att stödja lokala kvinnogruppers fredsinitiativ och dels åtgärder som tillgodoser skydd och respekt för kvinnors och flickors mänskliga rättigheter, särskilt med avseende på författningen, valsystemet, polisväsendet och domstolsväsendet.

## Nationella handlingsplaner
63 länder har skapat nationella handlingsplaner för hur resolutionen ska implementeras.
| - Afghanistan (2015) - Argentina (2015) - Australien (2012) - Belgien (2009, 2013) - Bosnien (2010, 2014) - Brasilien - Burkina Faso (2012) - Burundi (2012) - Centralafrikanska republiken - Chile (2009, 2015) - Danmark (2005, 2008, 2014) - Elfenbenskusten (2008) - Estland (2010) - Filippinerna (2010) - Finland (2008, 2012) - Frankrike (2010, 2015) | - Gambia (2014) - Georgien (2012) - Ghana (2012) - Guinea (2009) - Guinea-Bissau (2010) - Island (2008, 2013) - Indonesien (2014) - Irak (2014) - Irland (2015) - Italien (2010, 2014) - Japan (2015) - Kanada (2010) - Kenya (2016) - Kirgizistan (2913) - Kongo-Kinshasa (2010, 2013) - Kosovo (2014) | - Kroatien (2011) - Liberia (2009) - Litauen (2011) - Makedonien (2013) - Mali (2012) - Nederländerna (2008, 2012, 2016) - Nepal (2011) - Nigeria (2013) - Norge (2006, 2011, 2015) - Nya Zeeland (2015) - Palestina (2015) - Paraguay (2015) - Portugal (2009, 2014) - Rwanda (2009) - Schweiz (2007, 2010, 2013) - Senegal (2011) | - Serbien (2010) - Sierra Leone (2010) - Slovenien (2010) - Spanien (2007) - Storbritannien (2006, 2010, 2014) - Sverige (2006, 2009, 2016) - Sydkorea (2014) - Sydsudan (2015) - Tadzjikistan (2014) - Östtimor (2016) - Togo (2011) - Tyskland (2013) - Uganda (2008) - Ukraina (2016) - USA (2011, 2016) - Österrike (2007, 2012) |